# Liste der Baudenkmäler in Erbendorf

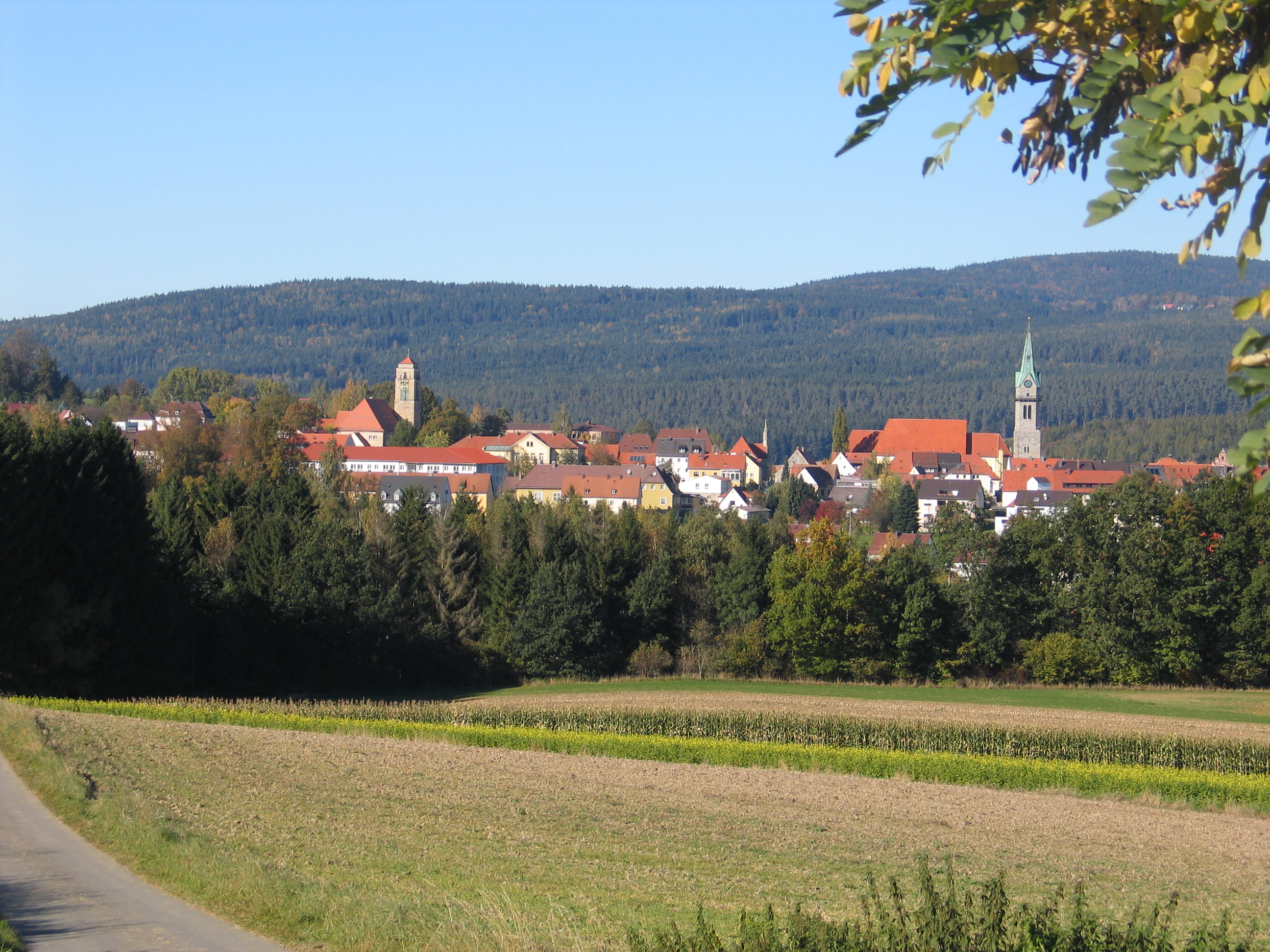
Erbendorf von Hauxdorf aus gesehen

Auf dieser Seite sind die Baudenkmäler in der Oberpfälzer Stadt Erbendorf zusammengestellt. Diese Tabelle ist eine Teilliste der Liste der Baudenkmäler in Bayern. Grundlage ist die Bayerische Denkmalliste, die auf Basis des Bayerischen Denkmalschutzgesetzes vom 1. Oktober 1973 erstmals erstellt wurde und seither durch das Bayerische Landesamt für Denkmalpflege geführt wird. Die folgenden Angaben ersetzen nicht die rechtsverbindliche Auskunft der Denkmalschutzbehörde.

## Ensembles

### Ensemble Marktplatz

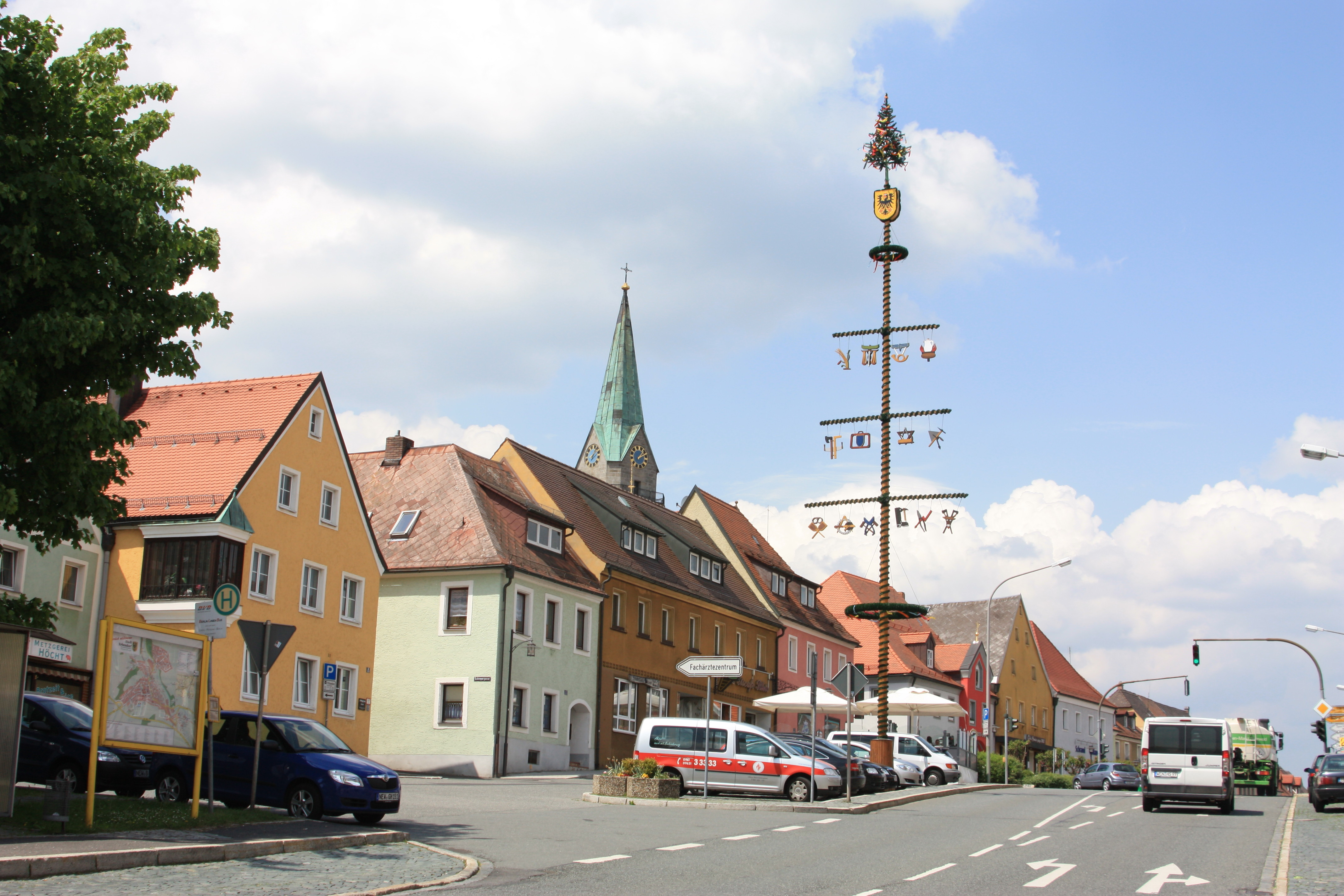

Der etwa 400 m lange Straßenmarkt des 1109 erstmals erwähnten Ortes erstreckt sich über einen quer in das Fichtelnaabtal hereinragenden Hügelsporn. An der höchsten Geländestelle in der Mitte des beidseits abschüssigen Marktes mündet die von Nürnberg kommende sogenannte Goldstraße, jetzt Bräugasse, in den Platz und erinnert daran, dass der alte Bergbauort, der 1281 bereits Markt und seit 1352 Stadt genannt wurde, auch Handelsstation war. Am Unteren Markt erfolgt eine Erweiterung zu einem kleinen Anger. Die schlichte, einheitliche Bebauung mit durchweg zweigeschossigen, gestuften Traufseitbauten entstammt den Wiederaufbauphasen nach den Stadtbränden von 1796 und 1832. Aktennummer: E-3-77-116-1.

## Baudenkmäler nach Ortsteilen

### Erbendorf
| Lage                                                                           | Objekt                                              | Beschreibung | Akten-Nr.              | Bild           |
| ------------------------------------------------------------------------------ | --------------------------------------------------- | --- | ---------------------- | -------------- |
| Birkenweg 15 (Standort)                                                        | Pfeilerbildstock                                    | Mit Aufsatz und Bildnische, Granit, bezeichnet mit „1812“ und „1855“ | D-3-77-116-38 Wikidata | BW             |
| Bräugasse 12 (Standort)                                                        | Wohnhaus                                            | Zweigeschossiger, verputzter Massivbau in Ecklage mit abgewalmtem Dach und geohrten Granitfaschen, wohl spätes 18. Jahrhundert, teilweise erneuert | D-3-77-116-44 Wikidata | BW             |
| Bräugasse 23 (Standort)                                                        | Wohnhaus                                            | Zweigeschossiger, verputzter Massivbau in Ecklage mit Steildach, wohl spätes 18. Jahrhundert Rückwärtiges Wirtschaftsgebäude, Satteldachbau über winkelförmigem Grundriss aus Quader- und Bruchsteinmauerwerk, 18. Jahrhundert An das Wohnhaus angeschlossene Quadermauer mit Tor, wohl spätes 18. Jahrhundert Erhaltene Teilstücke der Einfriedung mit einfachen Granitpfeilern, bezeichnet mit „1833“ | D-3-77-116-2 Wikidata  | BW             |
| Bräugasse 29 (Standort)                                                        | Ehemaliges Schulhaus                                | Zweigeschossiger, verputzter Massivbau mit Walmdach, Mittelrisalit, und Fassadengliederung in Formen der Neurenaissance, bezeichnet mit „1880“ | D-3-77-116-45 Wikidata | BW             |
| Bräugasse 34 (Standort)                                                        | Evangelisch-lutherische Martin-Luther-Kirche        | Saalkirche, Sandsteinbau mit Walmdach und eingezogenem Chor, Glockenturm mit Zeltdach sowie östlich angeschlossener Sakristei, romanisierend, von Karl Brendel, 1921–23; mit Ausstattung | D-3-77-116-3 Wikidata  | BW             |
| Frühmeßgasse 9 (Standort)                                                      | Altes Benefizium                                    | Zweigeschossiger, verputzter Massivbau mit Walmdach und geohrten Faschen, 1798 | D-3-77-116-5 Wikidata  | BW             |
| Frühmeßgasse 11 (Standort)                                                     | Loretokapelle                                       | Dreiseitig geschlossener Saalbau mit neugotischer Hausteinfassade, krabbenbesetztem Dachreiter und Holzfenstern, von Wolfgang Bauer über Teilen des Vorgängerbaus der Mitte des 18. Jahrhunderts 1848–57 errichtet, bezeichnet mit „1857“; mit Ausstattung | D-3-77-116-6 Wikidata  | BW             |
| Kaiserberg 19 (Standort)                                                       | Ehemaliges evangelisches Pfarrhaus                  | Zweigeschossiger, giebelständiger und verputzter Massivbau mit Steildach, im Kern 1796 Mit angeschlossener Toreinfahrt | D-3-77-116-8 Wikidata  | BW             |
| Kirchgasse 6 (Standort)                                                        | Katholische Pfarrkirche Mariä Himmelfahrt           | Saalbau, verputzter Massivbau mit schlichter Putzgliederung und eingezogenem, dreiseitig geschlossenem Chor, nach 1796 unter Verwendung der spätgotischen Chormauern von 1474 errichtet, neuromanischer Quaderturm mit Spitzhelm über Dreiecksgiebeln, 1866, Umgestaltung in neubarocken Formen und Erweiterung nach Westen nach Plänen von Heinrich Hauberrisser, ausgeführt durch Heinrich Bauer, bezeichnet mit „1923“; mit Ausstattung Kirchhofeinfriedung, gusseiserner Gitterzaun, im Süden Bruchsteinmauer des 18. Jahrhunderts mit eingelassenen Grabplatten und Epitaphien | D-3-77-116-9 Wikidata  | weitere Bilder |
| Marktplatz (Standort)                                                          | Marienstatue                                        | Auf Vierseitpfeiler mit Heiligenreliefs auf Postament, bezeichnet mit „1710“; ursprünglich vor Marktplatz 10 | D-3-77-116-11 Wikidata | BW             |
| Pfarrgasse 22 (Standort)                                                       | Ehemaliger katholischer Pfarrhof                    | Hakenhof Wohnhaus, zweigeschossiger, giebelständiger und verputzter Massivbau mit Steildach und Hausteinfront, im Kern 18. Jahrhundert Winkelförmiger Stall- und Stadeltrakt mit Satteldach, wohl gleichzeitig Freistehendes Wasch- und Backhaus, eingeschossiger kleiner Putzbau mit Satteldach, wohl zweite Hälfte 19. Jahrhundert Zugehörige, kugelbekrönte Torpfeiler, Granit, wohl 19. Jahrhundert | D-3-77-116-12 Wikidata | BW             |
| Schloßstraße 10 (Standort)                                                     | Nebengebäude des Altenstädter Schlosses             | Im Kern wohl 1578, Türrahmung bezeichnet mit „1784“ | D-3-77-116-14 Wikidata | BW             |
| Schloßstraße 10, 12, Preisäcker, Lindenallee westlich des Schlosses (Standort) | Altenstädter Schloss                                | Wohnhaus, zweigeschossiger, giebelständiger und verputzter Massivbau mit Steildach, im Kern 1578, erneuert nach Brand 1832, Sandsteinportal, letztes Viertel 18. Jahrhundert, mit Renaissance- und Neubarockformen; mit Ausstattung Lindenallee; westlich des Schlosses | D-3-77-116-15 Wikidata | BW             |
| Spitalgasse 12 (Standort)                                                      | Ehemaliges Bürgerspital                             | Zweigeschossiger verputzter Massivbau in Ecklage mit Gesimsgliederung und Halbwalmdach, 1833 | D-3-77-116-17 Wikidata | BW             |
| Sankt-Veit-Straße 13 (Standort)                                                | Ehemalige Simultankirche St. Vitus                  | Zweigeschossiger, verputzter Massivbau mit Steildach und einseitigem Krüppelwalm, wohl 17. Jahrhundert, 1839/40 nach Brand erneuert, 1950 Umbau zum Wohnhaus | D-3-77-116-13 Wikidata | BW             |
| Tirschenreuther Straße (Standort)                                              | Sogenannte Windischkapelle                          | Verputzter Massivbau mit Satteldach, Putzgliederung und dreiseitigem Schluss, im Kern 16./17. Jahrhundert, erneuert um 1805; mit Ausstattung | D-3-77-116-23 Wikidata | BW             |
| Tirschenreuther Straße ()                                                      | Zwei Sühnekreuze                                    | wohl mittelalterlich | D-3-77-116-24          |                |
| Unterer Markt (Standort)                                                       | Kriegerdenkmal für die Gefallenen beider Weltkriege | Standfigur eines Soldaten auf hohem Postament, Granit, um 1920 | D-3-77-116-46          | BW             |
| Unterer Markt 3 (Standort)                                                     | Gasthaus                                            | Zweigeschossiger, traufständiger Werksteinbau mit Satteldach und Fassadengliederung, bezeichnet mit „1826“, aufgestockt und erneuert 1927 | D-3-77-116-19 Wikidata | BW             |
| Unterer Markt 16 (Standort)                                                    | Bürgerhaus                                          | Zweigeschossiger, verputzter Massivbau mit Walmdach, im Kern 16./17. Jahrhundert, Holztüre 18. Jahrhundert | D-3-77-116-21 Wikidata | weitere Bilder |
| Wetzldorfer Straße, Thanner Straße (Standort)                                  | Zwei Steinkreuze                                    | Bezeichnet mit „1687“; an der Ecke Thanner Straße | D-3-77-116-22 Wikidata | BW             |
| Preisäcker, am Ende der Lindenallee westlich des Schlosses (Standort)          | Feldkapelle                                         | Bruchsteinbau mit Satteldach, 18. Jahrhundert; mit Ausstattung | D-3-77-116-16 Wikidata | BW             |

### Grötschenreuth
| Lage                                       | Objekt                                                     | Beschreibung | Akten-Nr.              | Bild                   |
| ------------------------------------------ | ---------------------------------------------------------- | --- | ---------------------- | ---------------------- |
| Grötschenreuth F 15, F 17, F 19 (Standort) | Schloss Grötschenreuth                                     | Zweigeschossiger, verputzter Massivbau mit Walmdach, bezeichnet mit „1611“, Portalturm mit geknickter Spitzhaube, um 1870, überkuppelte Ecktürme nach Süden mit Kuppeldächern, barockisierend, von Hermann Selzer, um 1924–27 Rückwärtige Hofanlage um 1924 | D-3-77-116-28 Wikidata | Schloss Grötschenreuth |
| Grötschenreuth G 3 (Standort)              | Kapelle Unserer Lieben Frau, sogenannte Drahthammerkapelle | Verputzter und dreiseitig geschlossener Massivbau mit Satteldach und spitzbogigem Gewändeportal, neugotisch, 1858; mit Ausstattung | D-3-77-116-27 Wikidata | BW                     |
| Grötschenreuth G 5, G 7 (Standort)         | Ehemaliger Drahthammer                                     | Herrenhaus, zweiflügeliger, zweigeschossiger und verputzter Massivbau mit Walmdach, Zwerchhaus und Dachreiter, im Kern 17./18. Jahrhundert, erneuert 1804, Putzgliederung 1991–93 wiederhergestellt                                                         | D-3-77-116-27 Wikidata | Ehemaliger Drahthammer |
| Grötschenreuth H 4 (Standort)              | Ehemalige Mühle                                            | Zweigeschossiger, verputzter Massivbau mit Halbwalmdach und profilierten, geohrten Fensterfaschen, Türsturz bezeichnet mit „1763“ | D-3-77-116-26 Wikidata | BW                     |

### Inglashof
| Lage                | Objekt                        | Beschreibung                                                       | Akten-Nr.              | Bild |
| ------------------- | ----------------------------- | ------------------------------------------------------------------ | ---------------------- | ---- |
| Rangfeld (Standort) | Feldkapelle Mariä Himmelfahrt | Massivbau mit Satteldach und Putzgliederung, 1838; mit Ausstattung | D-3-77-116-29 Wikidata | BW   |

### Napfberg
| Lage                  | Objekt                            | Beschreibung                                                                                    | Akten-Nr.              | Bild |
| --------------------- | --------------------------------- | ----------------------------------------------------------------------------------------------- | ---------------------- | ---- |
| Napfberg 4 (Standort) | Steinwaldhaus eines Dreiseithofes | Wohnstallbau, eingeschossiger Massivbau mit Steildach und Fachwerkgiebel, bezeichnet mit „1785“ | D-3-77-116-30 Wikidata | BW   |

### Schadenreuth
| Lage                      | Objekt                    | Beschreibung                                                                                                   | Akten-Nr.              | Bild |
| ------------------------- | ------------------------- | --- | ---------------------- | ---- |
| Schadenreuth 9 (Standort) | Kapelle Mariä Himmelfahrt | Verputzter und dreiseitig geschlossener Massivbau mit Satteldach und gekehlten Gewänden, 1837; mit Ausstattung | D-3-77-116-31 Wikidata | BW   |

### Siegritz
| Lage                     | Objekt                           | Beschreibung | Akten-Nr.              | Bild |
| ------------------------ | -------------------------------- | --- | ---------------------- | ---- |
| Siegritz 1, 2 (Standort) | Zugehöriges kleines Stallgebäude | Eingeschossiger, verputzter Massivbau mit Walmdach, bezeichnet mit „1794“                                                                       | D-3-77-116-32 Wikidata | BW   |
| Siegritz 10 (Standort)   | Ehemaliges Schulhaus             | Zweigeschossiger, verputzter Massivbau mit Satteldach, Steingewänden und Glockentürmchen, bezeichnet mit „1826“, später zum Bauernhaus umgebaut | D-3-77-116-33 Wikidata | BW   |
| In Siegritz (Standort)   | Feldkapelle St. Anna             | Verputzter Massivbau mit Satteldach, Dachreiter und Putzgliederung, 1813; mit Ausstattung                                                       | D-3-77-116-34 Wikidata | BW   |

### Wetzldorf
| Lage                                         | Objekt                                 | Beschreibung | Akten-Nr.              | Bild |
| -------------------------------------------- | -------------------------------------- | --- | ---------------------- | ---- |
| In Wetzldorf (Standort)                      | Katholische Kapelle St. Judas-Thaddäus | Verputzter Massivbau mit Satteldach und Nischenfigur des heiligen Florian, im Kern 1749, Dachreiter mit Zwiebelhaube modern; mit Ausstattung | D-3-77-116-36 Wikidata | BW   |
| Kirchsteig, am Weg nach Erbendorf (Standort) | Säulenbildstock mit Laterne            | Granit, 18./19. Jahrhundert | D-3-77-116-37 Wikidata | BW   |

### Wildenreuth
| Lage                                       | Objekt                                        | Beschreibung | Akten-Nr.              | Bild                                          |
| ------------------------------------------ | --------------------------------------------- | --- | ---------------------- | --------------------------------------------- |
| Wildenreuth A 33 (Standort)                | Bauernhaus                                    | Wohnstallbau, zweigeschossiger, verputzter Massivbau mit Steildach, geohrten Granit-Fensterfaschen und holzverschaltem Stadel, innen bezeichnet mit „1795“ | D-3-77-116-41 Wikidata | BW                                            |
| Wildenreuth K 1, K 3 (Standort)            | Schloss                                       | Dreigeschossiger, verputzter Massivbau mit Walmdach und Segmentbogenfenstern, in Formen der Neurenaissance, wiederaufgebaut 1854, der stattliche Vierkantturm mit Halbwalmdach noch aus Teilen des romanischen Bergfrieds, Umbau mit Erkern und Portal sowie nördliche Erweiterung mit runden Ecktürmen mit Spitzhauben unter Friedrich Karl von Podewils, 1911; mit Ausstattung Nebengebäude, eingeschossiger, teils verputzter Bruchsteinbau mit Satteldach, Zwerchhaus und Granitlaibungen, wohl 19. Jahrhundert Pavillon, hölzerner Rundbau mit Zeltdach, wohl 19. Jahrhundert Erhaltenes Teilstück der zugehörigen Bruchsteinmauer | D-3-77-116-40 Wikidata | weitere Bilder                                |
| Wildenreuth K 5 (Standort)                 | Simultanpfarrkirche St. Jakob                 | Saalbau, Bruchsteinbau mit Satteldach und eingezogenem, halbrund geschlossenem Chor, 1808–10 unter Verwendung älterer Mauerteile, nach Brand 1851 erneuert, Turm mit achtseitigem Spitzhelm bezeichnet mit „1698“; mit Ausstattung | D-3-77-116-39 Wikidata | BW                                            |
| In Wildenreuth (Standort)                  | Steinkreuz                                    | Granit, 17./18. Jahrhundert oder älter | D-3-77-116-42 Wikidata | BW                                            |
| An der Straße nach Frodersreuth (Standort) | Obelisk auf Postament, sogenannte Königssäule | Granit, 1806 zur Erinnerung an die Erhebung Bayerns zum Königreich errichtet; ursprünglich westlich des Ortes | D-3-77-116-43 Wikidata | Obelisk auf Postament, sogenannte Königssäule |

## Ehemalige Baudenkmäler
In diesem Abschnitt sind Objekte aufgeführt, die früher einmal in der Denkmalliste eingetragen waren, jetzt aber nicht mehr. Objekte, die in anderem Zusammenhang also z. B. als Teil eines Baudenkmals weiter eingetragen sind, sollen hier nicht aufgeführt werden. Aktennummern in diesem Abschnitt sind ehemalige, jetzt nicht mehr gültige Aktennummern.

| Lage                     | Objekt        | Beschreibung                        | Akten-Nr.              | Bild |
| ------------------------ | ------------- | ----------------------------------- | ---------------------- | ---- |
| Thann Thann 6 (Standort) | Wohnstallhaus | Erdgeschossiger Satteldachbau, 1804 | D-3-77-116-35 Wikidata | BW   |